# Сульфат кальцію
Сульфа́т ка́льцію, ка́льцій сульфа́т — неорганічна сполука, кальцієва сіль ряду сульфатів складу CaSO4. Речовина є білими, гігроскопічними кристалами, малорозчинними у воді. Утворює кристалогідрати складу CaSO4·2H2O та CaSO4·0,5H2O.
Сульфат кальцію переважно застосовується у виготовленні будівельних матеріалів, зокрема як компонент цементів. Також він використовується як осушувач, кальцієвмісна харчова добавка, добриво.

## Поширення у природі

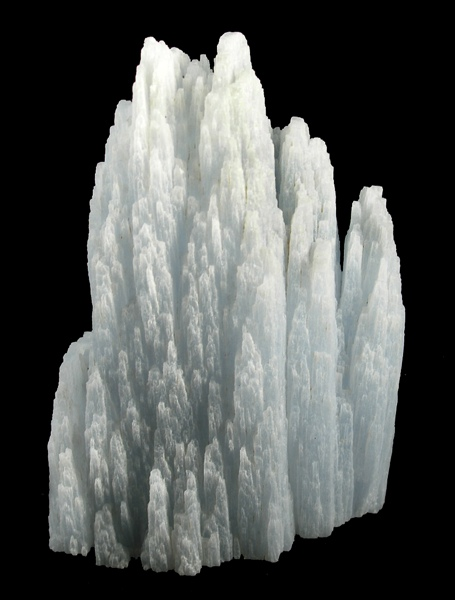
Ангідрит (з родовища у Чіуауа, Мексика)

Основна  частина сульфату кальцію, розповсюдженого у природі, перебуває у вигляді двох основних мінералів: як ангідрит (CaSO4) та кристалогідрат сульфату — гіпс (CaSO4·2H2O). Дані мінерали лише зрідка трапляються у чистому вигляді, здебільшого вони мають домішки карбонатів кальцію та магнію, оксиду силіцію, невеликі вкраплення глин та деяких розчинних солей.
Окрім розповсюдження у земних надрах, за даними НАСА значні поклади гіпсу були знайдені на Марсі (за допомогою марсоходу «Опортюніті»).
Іншим розповсюдженим мінералом, що містить CaSO4, є глауберит Na2SO4·CaSO4. Також сульфат кальцію перебуває у морській воді. Так, у воді із середньою солоністю у 35 ‰ концентрація CaSO4 складає 0,00115 г/кг. Наявність його у воді визначає її постійну твердість.

## Фізичні властивості
Сульфат кальцію є білими, гігроскопічними кристалами. Зволожений, він утворює дигідрат CaSO4·2H2O, який при невеликому нагріванні переходить у гемігідрат CaSO4·0,5H2O (2CaSO4·H2O) — так званий алебастр.
У воді речовина розчиняється слабко (добуток розчинності 4,93⋅10-5) 
| 0 °C  | 10 °C | 20 °C | 25 °C | 30 °C | 40 °C | 50 °C | 60 °C | 70 °C | 80 °C | 90 °C | 100 °C |
| ----- | ----- | ----- | ----- | ----- | ----- | ----- | ----- | ----- | ----- | ----- | ------ |
| 0,174 | 0,191 | 0,202 | 0,205 | 0,208 | 0,210 | 0,207 | 0,201 | 0,193 | 0,184 | 0,173 | 0,163  |

## Отримання
Синтетичні методи отримання сульфату кальцію здебільшого базуються на добуванні його як побічного продукту при переробці мінеральної сировини або використанні у синтезі відходів інших виробництв.
Широко розповсюдженими є методи виробництва CaSO4, які використовують сірковмісні гази з переробки викопного палива (вугілля, лігніту, нафти). На першій стадії очищений від пилу оксид сірки(IV), впорскується у суспензію вапняку і за нейтрального pH (7–8) утворюється малорозчинний кристалогідрат сульфіту кальцію:
{\displaystyle \mathrm {2SO_{2}+2CaCO_{3}+H_{2}O\longrightarrow 2CaSO_{3}\cdot H_{2}O+CO_{2}} }
Згодом, у підкисленому розчині (pH 5), сульфіт окиснюється атмосферним киснем до сульфату:
{\displaystyle \mathrm {2CaSO_{3}\cdot H_{2}O+2O_{2}+6H_{2}O\longrightarrow CaSO_{4}\cdot 2H_{2}O} }
Від отриманого малорозчинного гіпсу промиванням відокремлюють домішки хлоридів, солей магнію та висушують. Кінцевий технічний продукт має менше 10 % вологи.
Іншим поширеним способом отримання сульфату кальцію є переробка флуорапатиту, яка є ключовим етапом у багатостадійному синтезі ортофосфатної кислоти:
{\displaystyle \mathrm {Ca_{5}(PO_{4})_{3}F+5H_{2}SO_{4}+10H_{2}O\rightarrow 5(CaSO_{4}\cdot 2H_{2}O)\downarrow +3H_{3}PO_{4}+HF} }
Кінцевий продукт має вміст вологи близько 20–30 %. З однієї тонни вихідного флуорапатиту утворюється близько 1,7 тонн сульфату. За цим методом щороку синтезується 100 млн. тонн сульфату кальцію.
Також сульфат кальцію утворюється при обробці флюориту сульфатною кислотою і добуванні газуватого фтороводню:
{\displaystyle \mathrm {CaF_{2}+H_{2}SO_{4}\longrightarrow CaSO_{4}+2HF\uparrow } }
З однієї тонни флюориту утворюється 1,75 тонн сульфату кальцію.

## Хімічні властивості
Сульфат кальцію активно поглинає вологу, утворюючи дигідрат:
{\displaystyle \mathrm {CaSO_{4}+2H_{2}O\longrightarrow CaSO_{4}\cdot 2H_{2}O} }
При невеликому нагріванні дигідрату утворюється гемігідрат — алебастр, а при температурах, вищих за 163 °C — знову безводний сульфат:
{\displaystyle \mathrm {2(CaSO_{4}\cdot 2H_{2}O){\xrightarrow {100-128^{o}C}}\ 2CaSO_{4}\cdot H_{2}O+3H_{2}O} }
{\displaystyle \mathrm {2CaSO_{4}\cdot H_{2}O{\xrightarrow {163-200^{o}C}}\ 2CaSO_{4}+H_{2}O} }
Він взаємодіє із концентрованою сульфатною кислотою із утворенням кислої солі — гідросульфату кальцію:
{\displaystyle \mathrm {CaSO_{4}+H_{2}SO_{4(conc.)}\longrightarrow Ca(HSO_{4})_{2}} }
Сульфат може вступати в реакції обміну за умови, якщо в результаті взаємодії утворюється нерозчинна сполука:
{\displaystyle \mathrm {CaSO_{4}+Na_{2}CO_{3}\longrightarrow CaCO_{3}\downarrow +\ Na_{2}SO_{4}} }
CaSO4 може відновлюватися CO або коксом до сульфіду кальцію:
{\displaystyle \mathrm {CaSO_{4}+4CO{\xrightarrow {600-800^{o}C}}\ CaS+4CO_{2}} }
{\displaystyle \mathrm {CaSO_{4}+3C{\xrightarrow {900^{o}C}}\ CaS+2CO+CO_{2}} }

## Застосування

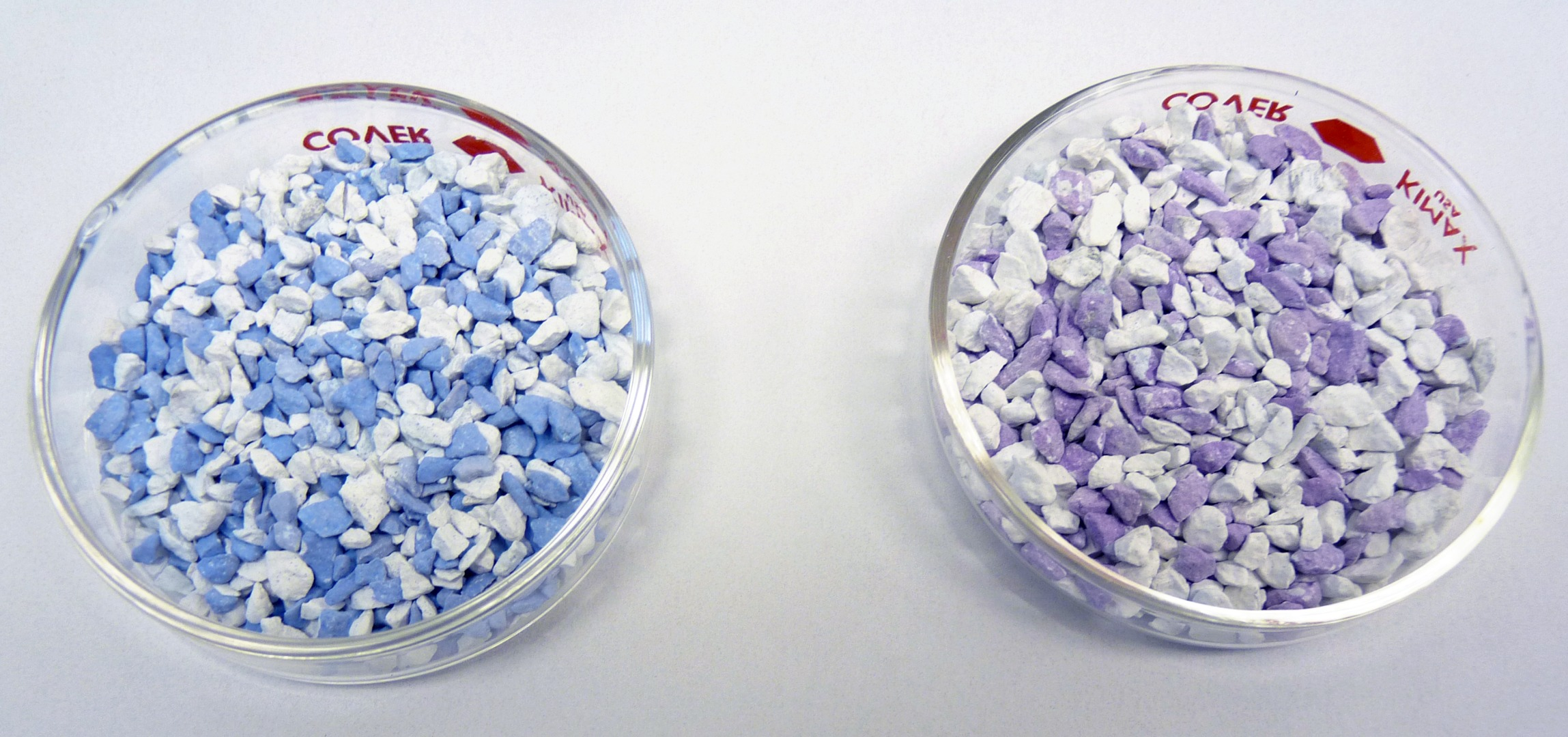
Осушувач Drierite (ліворуч — сухий, праворуч — зволожений)

Основною галуззю, яка споживає сульфат кальцію, є будівництво — на виробництво будівельних матеріалів йде близько 90% усього сульфату (переважно у вигляді гідрату — гіпсу), а на виробництво цементу — 50 % (сульфат кальцію є важливою добавкою до портландцементу).
Завдяки своїй високій гігроскопічності, сульфат широко використовується як осушувач. Наприклад, для осушування газів використовується трубка, наповнена сульфатом кальцію із кількавідсотковою добавкою хлориду кобальту(II) (суміш є зареєстрованою маркою Drierite). При граничному насиченні осушувача вологою, він змінить колір із блакитного на рожевий, сигналізуючи про необхідність його заміни.
Сульфат кальцію також застосовується у сільському господарстві: для підживлення ґрунтів і підтримування балансу pH. У харчовій промисловості сульфат використовується як кальцієвмісна добавка, якою збагачують продукти на кшталт пластівців, як поліпшувач, коагулянт у виробництві тофу. Він є відбілювачем для споживчих продуктів: паперу, морозива, зубної пасти тощо.